# Linepithema
Linepithema is een geslacht van vliesvleugelige insecten van de familie Mieren (Formicidae).

## Soorten
- L. anathema Wild, 2007
- L. angulatum (Emery, 1894)
- L. aztecoides Wild, 2007
- L. cerradense Wild, 2007
- L. cryptobioticum Wild, 2007
- L. dispertitum (Forel, 1885)
- L. flavescens (Wheeler, W.M. & Mann, 1914)
- L. fuscum Mayr, 1866
- L. gallardoi (Brèthes, 1914)
- L. humile

Argentijnse mier (Mayr, 1868)
- L. inacatum Bolton, 1995
- L. iniquum

Kasgeurmier (Mayr, 1870)
- L. keiteli (Forel, 1907)
- L. leucomelas (Emery, 1894)
- L. micans (Forel, 1908)
- L. neotropicum Wild, 2007
- L. oblongum (Santschi, 1929)
- L. piliferum (Mayr, 1870)
- L. pulex Wild, 2007
- L. tsachila Wild, 2007